# Большая Чугойга
Большая Чугойга — река в Томской области России, левый приток Чулыма. Устье реки находится в 84 км от устья по левому берегу Чулыма. Протяжённость реки 30 км.

## Данные водного реестра
По данным государственного водного реестра России относится к Верхнеобскому бассейновому округу, водохозяйственный участок реки — Чулым от водомерного поста села Зырянское до устья, речной подбассейн реки — Чулым. Речной бассейн реки — (Верхняя) Обь до впадения Иртыша.
Код водного объекта — 13010400312115200022442.